# Cayetano Coll y Toste
Cayetano Coll y Toste (Arecibo, Puerto Rico, 30 de noviembre de 1850 – Madrid, España, 19 de noviembre de 1930), fue un médico, historiador, escritor puertorriqueño y actor.
En 1863 ingresó al Seminario de la universidad de los jesuitas en San Juan donde se graduó con una licenciatura en Filosofía en 1868. En 1872, Coll y Toste fue a Barcelona y se inscribió en la Facultad de Medicina de la Universidad de Barcelona donde se graduó como Doctor en Medicina y Cirugía.
En 1874, Coll y Toste volvió a Puerto Rico, donde estableció su propia práctica médica en Arecibo. En 1891, fue nombrado director del Hospital Católico de Arecibo. Desarrolló un interés por la literatura y se interesó en la investigación de la historia de Puerto Rico. Fue el fundador y director de una publicación denominada "El Ramillete" y colaboró con la Revista Puertorriqueña, La Semana Política y Plumas Amigas.

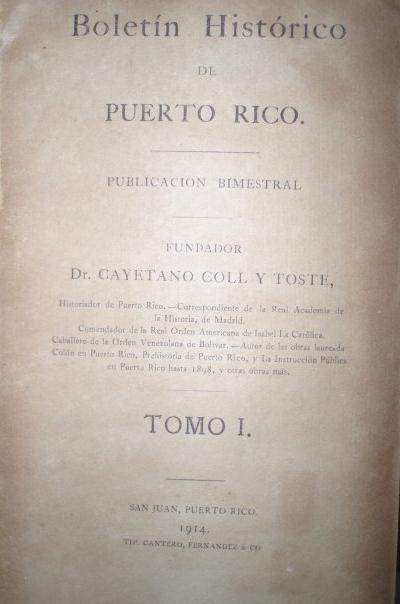
Primer volumen del Boletín Histórico de Puerto Rico

En 1897, un año antes de la guerra hispano-estadounidense, Coll y Toste fue Subsecretario de Agricultura y Comercio y fue nombrado gobernador regional norteño de Puerto Rico por la Corona española. Después de la guerra, Coll y Toste fue nombrado Secretario Civil y, en 1900, Comisionado del Interior por el General George Whitefield Davis, el gobernador militar nombrado por los Estados Unidos. Ocupó el cargo de secretario del Gobierno y también el de delegado de la Cámara de Representantes de Puerto Rico. En 1913 Coll y Toste fue nombrado Historiador Oficial de Puerto Rico, precedido de Salvador Brau. Entre otros cargos civiles Coll y Toste fue el presidente de la Academia de Historia Puertorriqueña y del Ateneo Puertorriqueño.
Escribió El Boletin Histórico de Puerto Rico, Crónicas de Arecibo y Leyendas y Tradiciones Puertorriqueñas.
Su investigación sobre la historia de Puerto Rico dio una idea de la isla desde la época de los taínos hasta 1927. Una de sus obras, el Vocabulario indo-antillana, ayuda a comprender la forma de vida de los taínos. Sus obras son lectura en las escuelas y universidades de Puerto Rico.
Coll y Toste se casó con Adela, hija de José Cuchí y Arnau que fue alcalde de Arecibo. Tuvieron seis hijos, entre ellos José Coll y Cuchí, que fundó el Partido Nacionalista de Puerto Rico y Cayetano Coll y Cuchí, que fue el presidente de la Cámara de Representantes de Puerto Rico.
España otorgó a Coll y Toste el título de Caballero de la Real Orden Americana de Isabel la Católica y el Gobierno de Venezuela lo honró con el título de Caballero de la Orden de Bolívar. Cayetano Coll y Toste murió el 19 de noviembre de 1930 en Madrid. Su nieta, Isabel Coll Cuchí, escritora y directora de la Sociedad de Autores Puertorriqueños, publicó su obra Historia de la Esclavitud en Puerto Rico (Información y Documentos) en 1972.
Puerto Rico ha honrado su memoria nombrando muchos edificios públicos y una avenida por él. El gobierno nombró el hospital regional público de Arecibo como Hospital Regional Cayetano Coll y Toste.